# Alberich Mazak
Alberich Mazak (Ratibor, 1609 – 1661. május 9.) osztrák-cseh barokk zeneszerző, orgonista, katolikus pap és karvezető.

## Élete
A poroszországi Ratiborban született cseh családba. Miután zenét is filozófiát tanult, 1631-ben lépett be a heiligenkreuzi apátságba, ahol 1633-ban lett pap. Élete során több, mint 300 művet komponált.